# 荒井寿光
荒井 寿光（あらい ひさみつ、1944年1月10日 - ）は、日本の通産官僚。元通商産業審議官。

## 来歴
長野県中野市出身。1966年（昭和41年）4月に通商産業省入省（通商局通商政策課配属）。同期には、広瀬勝貞（通商産業事務次官、大分県知事）、林康夫（中小企業庁長官）、小林興起（衆議院議員）、北修爾、前田正博、桑原茂樹、門脇秀一（NIRA理事、造水促進センター専務理事）、長藤史郎（荏原製作所常務執行役員）、小島襄（北海道通産局長）らがいる。
特許庁長官、知的財産戦略推進事務局長を歴任。知財事務局長時代には知的財産推進計画を取りまとめるなどして、日本の知財立国政策を推進した。自ら知財評論家と名乗っており、知的財産に関する多数の著作がある。世界知的所有権機関（WIPO）政策委員、東京理科大学客員教授も務めている。

## 略歴
- 1962年（昭和37年）3月 - 長野県長野高等学校卒業[1]
- 1966年（昭和41年）3月 - 東京大学法学部第2類（公法コース）卒業
- 1966年（昭和41年）4月 - 通商産業省入省(通商局通商政策課)[3]
- 1967年（昭和42年）7月 - 貿易振興局資本協力課
- 1969年（昭和44年）2月 - 鉱山石炭局鉱害課[3]
- 1971年（昭和46年）7月 - ハーバード大学ケネディ・スクール留学
- 1973年（昭和48年）6月 - ハーバード大学大学院行政学修士修了[4][5]、工業技術院計画課
- 1975年（昭和50年）2月 - 通商政策局米州大洋州課
- 1977年（昭和52年）6月 - 大臣官房企画室
- 1978年（昭和53年）6月 - 大臣官房総務課長補佐(法令審査委員)
- 1980年（昭和55年）10月 - 通商政策局GATT室長[3]
- 1981年（昭和56年）4月 - 外務省在イギリス大使館参事官
- 1984年（昭和59年）6月 - 大臣官房広報課長
- 1985年（昭和60年）6月 - 資源エネルギー庁原子力産業課長[3]
- 1987年（昭和62年）6月 - 貿易局貿易保険課長
- 1989年（平成元年）6月 - 貿易局総務課長
- 1990年（平成2年）6月 - 大臣官房秘書課長[3]
- 1991年（平成3年）6月 - 通商政策局国際経済部長
- 1992年（平成4年）6月 - 資源エネルギー庁公益事業部長
- 1993年（平成5年）6月 - 機械情報産業局次長
- 1994年（平成6年）6月 - 防衛庁装備局長
- 1996年（平成8年）7月 - 特許庁長官
- 1998年（平成10年）6月 - 通商産業審議官
- 2001年（平成13年）1月 - 経済産業省顧問
- 2001年（平成13年）4月 - 独立行政法人日本貿易保険理事長
- 2001年（平成13年）8月 - 知的財産国家戦略フォーラム代表
- 2003年（平成15年）4月1日 - 内閣官房知的財産戦略推進事務局長
- 2006年（平成18年）11月20日 - 内閣官房知的財産戦略推進事務局長を退任
- 2007年（平成19年） - 東京中小企業投資育成株式会社代表取締役社長

## 著書
- これからは日本もプロ・パテント（特許重視）の時代（1997年10月、発明協会、ISBN 978-4827104653）
- 特許はベンチャービジネスを支援する（1998年5月、発明協会、ISBN 978-4827104943）
- 特許戦略時代 - ルールが変わる、競争が変わる（1999年2月、日刊工業新聞社、ISBN 978-4526043086）
- Intellectual Property Policies for the Twenty-first Century（2000年、世界知的所有権機関）
- 知財立国 - 日本再生の切り札100の提言（2002年5月、日刊工業新聞社、ISBN 978-4526049507） - 編著
- 知的財産立国を目指して - 「2010年」へのアプローチ（2003年5月、IMS出版、ISBN 978-4901385169）
- 知財立国への道（2003年12月、ぎょうせい、ISBN 978-4324072547） - 共著
- 世界知財戦略―日本と世界の知財リーダーが描くロードマップ（2006年4月、日刊工業新聞社、ISBN 978-4526056543） - カミール・イドリスWIPO事務局長と共著
- 知財革命（2006年9月、角川書店、ISBN 978-4047100565）